# Lisa OS
Il Lisa Office System, anche abbreviato in Lisa OS, è il sistema operativo del personal computer Lisa.
Il Lisa OS è stato il primo sistema operativo con interfaccia grafica sviluppato da Apple.  

## Versioni
Furono commercializzate tre versioni di Lisa OS:
- Lisa Office System 1.0
- Lisa Office System 2.0
- Lisa Office System 7/7 3.1

## Storia
Il Lisa OS era ispirato a sistemi operativi di sistemi già esistenti, come lo Xerox Alto. Il progetto Lisa venne infatti avviato nel 1979 dopo che Steve Jobs visitò i laboratori Xerox. La Apple, nel tentativo di replicare lo Xerox Alto, creò un sistema migliore dello stesso Alto. Purtroppo dato l'elevato prezzo di vendita (un Lisa veniva venduto a $9.995) ebbe uno scarso successo commerciale. Tuttavia dall'evoluzione di Lisa OS nacque Mac OS (al tempo chiamato "System", solo dalla versione 7.6 ha preso il nome "Mac OS") che venne inserito da Apple nel suo primo Macintosh.